# نیکولاس د کورسی
نیکولاس د کورسی ((به ایتالیایی: Nicolas De Corsi)؛ ۱ ژانویه ۱۸۸۲ – ۱ ژانویه ۱۹۵۶) نقاش اهل ایتالیا بود. وی در اودسا زاده شد اما سال‌های زیادی را در توره دل گرکو سپری کرد.